# Тимина, Елена Вячеславовна
Елена Вячеславовна Тимина (род. 8 мая 1969, Москва) — советская, российская и нидерландская спортсменка, игрок в настольный теннис. Пятикратная чемпионка Европы, обладательница командного Кубка мира 1994 года в составе сборной России. Заслуженный мастер спорта России (1995), двукратная чемпионка СНГ, участница четырёх летних олимпиад — 1992, 1996, 2008 и 2012 годов. С 2012 по 2017 гг. тренер национальной женской сборной Нидерландов по настольному теннису.
Самой высокой позицией в мировом рейтинге ITTF было 38-е место в 1993 году.

## Биография
Настольным теннисом Елена Тимина начала заниматься в семь лет в школьной секции. Секция относилась к Московской школе высшего спортивного мастерства.. Позже там же стала играть и её младшая сестра Яна Тимина (род. 1975). Первый тренер Елены Тиминой — заслуженный тренер СССР И. А. Татеосов.
В возрасте 13 лет Елена Тимина вошла в состав национальной юношеской сборной СССР. На юношеском первенстве Европы 1983 года она завоевала две серебряные медали по кадетам: в командном и парном разрядах. В юниорском возрасте Елена Тимина стала четырёхкратной бронзовой медалисткой юношеского Европейского первенства: в командном и парном разрядах в 1985 году, в одиночном разряде и миксте в 1986 году.
В 1986 году Елена Тимина поступила в Институт физической культуры (ГЦОЛИФК), обучение в котором завершила в 1991 году.
В 1989 году Елена Тимина была включена в состав основной сборной СССР и играла на своём первом чемпионате мира в Дортмунде (Германия), где женская команда СССР стала 9-й. Первым заметным успехом во взрослом возрасте стало серебро европейского чемпионата 1990 года в парном разряде, которое Елена Тимина заработала в паре с Ириной Палиной. На следующем европейском чемпионате в Штутгарте в 1992 году пара Елена Тимина и Ирина Палина вновь стали призёрами чемпионата, на этот раз бронзовыми. На чемпионате в Штутгарте Елена Тимина стала также бронзовой медалисткой в командном разряде.
В 1992 году Елена Тимина стала чемпионкой СНГ в одиночном и парном разрядах.
В 1994 году в Бирмингеме Елена Тимина завоевала свой первый титул европейского чемпионата в составе команды России, причём была признана самым ценным командным игроком чемпионата. За сборную России играли тогда Галина Мельник и Ирина Палина со Светланой Бахтиной и Оксаной Кущ в качестве запасных игроков. Помимо командного золота Елена Тимина привезла с ЧЕ-1994 и серебряную медаль, заработанную в паре с Ириной Палиной. В этом же 1994 году российская женская команда (И. Палина, Е. Тимина, Г. Мельник и запасные С. Бахтина, Е. Эдель) стала первой на командном Кубке мира, проводившемся в Ниме, обыграв в финале немецкую сборную. Это единственный случай, когда командный Кубок мира достался кому-либо, кроме китаянок.
Летом 1994 года Елена Тимина вышла замуж за голландского спортивного журналиста Роберта Миссета (Robert Misset), но свою спортивную карьеру не прекратила и продолжила выступать за российскую национальную сборную, в составе которой играла на мировых чемпионатах 1995 и 1997 года, на европейском чемпионате 1998 года, а также на Олимпийских играх в Атланте в 1996 году.
В 1999 году у Елены Тиминой и Роберта Миссета родился сын Андрей, а в 2001 году — дочь Вера.
В 2006 году Елена Тимина начала свои выступления за сборную Нидерландов. В 2008 году — 14 лет спустя после первой золотой медали — она вновь стала чемпионкой Европы в командном разряде, но уже в составе голландской сборной. За сборную Нидерландов помимо Елены Тиминой выступали две натурализованные китаянки Ли Цзяо (Li Jiao) и Ли Цзе (Li Jie), а также Линда Кремерс (Linda Cremeers) и Карла Ноувен (Carla Nouwen) в качестве запасных. Командное золото в составе голландской сборной Елена Тимина завоёвывала ещё трижды: в 2009, 2010 и в 2011 годах. Помимо этих золотых медалей Елена Тимина имеет серебро европейского чемпионата 2010 года и бронзу — 2011, обе медали заработаны в парном разряде вместе с Ли Цзе.
C 2012 по 2017 год Елена Тимина являлась тренером национальной женской сборной Нидерландов по настольному теннису. Под её руководством сборная Нидерландов завоевала две медали на чемпионате Европы 2015 года и вошла в четвертьфинал командного чемпионата мира 2016 года. На этом чемпионате Елена Тимина являлась не только тренером, но и входила в состав компнды в качестве игрока.
В сезоне 2018/19 Елена Тимина выступала за нидерландский клуб «TTV Lybrae Heerlen». В 2019 году отказалась от выступлений за «TTV Lybrae Heerlen», решив сосредоточиться на тренерской работе в швейцарском клубе «Rapid Luzern».

### Олимпийские игры
Участница четырёх Летних Олимпийских игр: в Барселоне-1992, где Елена Тимина выступала за Объединённую команду, в Атланте-1996, где представляла российскую сборную, а также в Пекине-2008 и Лондоне-2012, где играла за сборную Нидерландов

## Стиль игры
Правша, играет в защитном стиле, использует длинные шипы на бэкхенд-стороне ракетки, строит игру на основе надёжной защиты слева и очень сильном нижнем вращении. Сильный командный игрок.